# Gösta Löfgren
Karl Gösta Herbert „Lövet“ Löfgren (* 29. August 1923 in Motala; † 5. September 2006 ebenda) war ein schwedischer Fußballspieler.

## Laufbahn
Löfgrens Biografie gehört zu den interessantesten im schwedischen Fußball. Der Spieler von Motala AIF debütierte zwar bereits 1951 in der schwedischen Nationalmannschaft, konnte sein Erstligadebüt aber erst 1957 feiern. Dennoch gehörte er bei den Olympischen Spielen 1952 zum Kader, der die Bronzemedaille durch einen Erfolg über Deutschland errang. 1955 wurde der Zweitligaspieler sogar mit dem Guldbollen als Schwedens Fußballer des Jahres ausgezeichnet. Auch an der Weltmeisterschaft 1958 nahm er teil und konnte sich dieses Mal über die Silbermedaille freuen. Das Gastspiel seines Klubs in der Allsvenskan dauerte nur ein Jahr und Löfgren schloss sich anschließend IFK Norrköping an, wo er drei Meistertitel feiern konnte. 1961 beendete er nach 40 Länderspielen und 12 Toren seine internationale Karriere, 1963 seine aktive Laufbahn.

## Erfolge
- Schwedischer Meister: 1960, 1962, 1963
- Vizeweltmeister: 1958
- Olympiadritter: 1952